# Lew w zimie (film 1968)
Lew w zimie (ang. The Lion in Winter) – brytyjsko-amerykański dramat historyczny z 1968 roku w reżyserii Anthony’ego Harveya. Ekranizacja sztuki teatralnej z 1966 roku autorstwa Jamesa Goldmana, który również napisał scenariusz. W rolach głównych wystąpili Peter O’Toole, Katharine Hepburn, Jane Merrow, Anthony Hopkins, Nigel Terry, John Castle i Timothy Dalton.
Film skupia się na tym jak król Anglii Henryk II w Boże Narodzenie 1183 roku pragnie wyznaczyć na swojego następcę któregoś ze swoich synów. Żona Henryka, królowa Eleonora skłonna byłaby podzielić królestwo. Jednak król jest temu zdecydowanie przeciwny: królestwo ma pozostać jednolitą całością, a władca może być tylko jeden. W ciągu kilku świątecznych dni rozgrywa się wyrafinowana gra królewskich synów, w wyniku której określona zostanie przyszłość królestwa.
Lew w zimie okazał się sukcesem finansowym i krytycznym, otrzymując siedem nominacji do Oscara, w tym dla najlepszego filmu, przegrywając w tej kategorii z Oliver!, a zdobywając trzy Oscary w kategorii najlepsza aktorka, najlepszy scenariusz adaptowany i muzyka.
W 2003 roku powstał telewizyjny remake filmu.

## Fabuła
Imperium Andegaweńskie, rok 1183. 50-letni król Anglii Henryk II planuje spędzić z rodziną Boże Narodzenie w jego zamku w Chinon. Król ma trójkę synów − Ryszarda, Jana i Godfryda i każdy z nich pragnie tronu dla siebie. Ma się pojawić się ich matka i żona Henryka, Eleonora będąca od dziesięciu lat w areszcie domowym w południowej Brytanii za  wzniecane wojny domowe. Zaproszony jest również Filip II, król Francji i pasierb Eleonory.  Henryk chce posadzić na tronie Jana, Eleonora Ryszarda. Godfryd, uczyniony przez rodziców księciem Bretanii, nie jest brany pod uwagę jako kandydat na króla, jednak ma zostać kanclerzem Jana.
Alicja, siostra Filipa II i sekretna metresa Henryka, ma zostać żoną jego następcy, aby uniknąć żądania zwrotu jej posagu w postaci francuskiego hrabstwa Vexin, ważnego strategicznie dla Henryka. Filip widzi w Ryszardzie przyszłego szwagra, ale Henryk obawia się, że Ryszard rządzący już Akwitanią, sprzymierzy się z Francją. W końcu Henryk zwołuje rodzinę, by omówić warunki traktatu. Ryszard ma zostać królem i mężem Alicji. Jan, który w opinii ojca nie zdołałby utrzymać królestwa, jest wzburzony i zapowiada odwet. Także Ryszard nie wierzy w obietnicę ojca. Godfryd, chcąc nadal być kanclerzem, spiskuje wspólnie z Eleonorą. Zamierza poprowadzić Jana w zasadzkę, którą Eleonora zastawi, wiedząc że brat we wszystko mu uwierzy. Nie wie, że matka podejrzewa jego zdradę.
Ryszard nie chce wikłać się w intrygi matki, wiedząc, że jej cel to jedynie przegrana męża, a nie wybór przyszłego władcy Anglii. Odmawia również oddania Akwitanii Eleonorze w zamian za ślub z Alicją. Tymczasem Godfryd sprzymierza się z Filipem, by wspólnie z nim i Janem rozpocząć wojnę przeciw Ryszardowi. Eleonora składająca bożonarodzeniowe prezenty nasłuchuje, jak Alicja oskarża Henryka o kolejną intrygę, by uczynić Jana następcą. Henryk proponuje żonie, że Jan dostanie Akwitanię w zamian za wypuszczenie Eleonory na wolność. Eleonora zgadza się pod warunkiem natychmiastowego ślubu Alicji i Ryszarda. Oboje opierają się małżeństwu. Gdy porozumienie władców Anglii zostaje ujawnione podczas ceremonii ślubnej, Ryszard odmawia ślubu i grozi wojną, co Henryk przewidział.
Eleonora czuje się pokonana, jednak królewicze chcą omówić sprawę sukcesji. Jan obawia się, że ojciec dowie o planach wojny z Francją. Eleonora nakazuje Ryszardowi obiecać Filipowi Vexin i Bretanię. Jan i Godfryd knując z Filipem, ukrywają się za zasłoną, gdy przybywa Ryszard proszący o Filipa o wsparcie militarne w zamian za ziemie. Następnie do komnaty wchodzi Henryk, aby zawrzeć pokój, podczas gdy królewicze pozostają w ukryciu. Filip ujawnia, że on i Ryszard byli kochankami chcąc upokorzyć Henryka. Wychodzący z ukrycia Ryszard zapewnia o szczerym uczuciu do Filipa, ale ten twierdzi, że zawsze się nim brzydził i uczestniczył w romansie wyłącznie z powodów politycznych. Widząc swoją szansę na tron Godfryd także wychodzi z ukrycia i wyjawia, że Jan również chciał zdradzić ojca. Jan zaprzecza temu, jednak wygarnia ojcu, że nigdy nikogo nie kochał. Henryk zdając sprawę z wyrachowania synów wyrzeka się ich.
Alicja w prywatnej rozmowie z Eleonorą mówi jej, że ta nadal kocha Henryka. Eleonora zmęczona intrygami zamierza spełnić każdy zamiar męża. Henryk chce zdobyć od papieża unieważnienie małżeństwa, by spłodzić z Alicją nowych synów. Alicja odradza Henrykowi wyjazd do Rzymu, argumentując że da synom pretekst do wspólnego obalenia ich lub możliwego zabicia ich dziecka. Henryk staje do konfrontacji z więzionymi królewiczami. Skazuje ich na śmierć, lecz w ostatniej chwili rezygnuje i pozwala im uciec. Czując przegraną Henryk stwierdza, że mógł podbić całą Europę, a zamiast tego wolał uganiać się za kobietami. Eleonora wyznaje, że jej jedyną porażką jest bezpowrotna utrata miłości Henryka. Rankiem Eleonora w zgodzie z Henrykiem odpływa na barce do swego aresztu. Małżonkowie zdają sobie sprawę, że ich uczucie nadal jest żywe i ich rozgrywki polityczne powrócą za rok.

## Obsada
- Peter O’Toole jako król Henryk II
- Katharine Hepburn jako królowa Eleonora
- Jane Merrow jako Alicja
- John Castle jako Godfryd
- Anthony Hopkins jako Ryszard
- Nigel Terry jako Jan
- Timothy Dalton jako król Filip II
- Nigel Stock jako kapitan William Marshal
- Kenneth Ives jako strażnik królowej Eleonory
- O.Z. Whitehead jako biskup Durham Hugh de Puiset
- Kenneth Griffith jako wędrowny komediant
- Henry Woolf jako wędrowny komediant
- Karol Hagar jako wędrowny komediant
- Mark Griffith jako wędrowny komediant

## Nagrody i nominacje
- Oscar
  - najlepsza aktorka pierwszoplanowa − Katharine Hepburn
  - najlepsza muzyka − John Barry
  - najlepszy scenariusz adaptowany − James Goldman
  - nominacja: najlepszy film − Martin Poll
  - nominacja: najlepszy reżyser − Anthony Harvey
  - nominacja: najlepszy aktor pierwszoplanowy − Peter O’Toole
  - nominacja: najlepsze kostiumy − Margaret Furse
- Złoty Glob
  - najlepszy film dramatyczny
  - najlepszy aktor w filmie dramatycznym − Peter O’Toole
  - nominacja: najlepsza aktorka w filmie dramatycznym − Katharine Hepburn
  - nominacja: najlepszy reżyser − Anthony Harvey
  - nominacja: najlepsza muzyka − John Barry
  - nominacja: najlepszy scenariusz − James Goldman
  - nominacja: najlepsza aktorka drugoplanowa − Jane Merrow
- BAFTA
  - Nagroda im. Anthony’ego Asquitha za najlepszą muzykę − John Barry
  - najlepsza aktorka − Katharine Hepburn
  - nominacja: najlepszy scenariusz − James Goldman
  - nominacja: najlepsze zdjęcia − Douglas Slocombe
  - nominacja: najlepsze kostiumy − Margaret Furse
  - nominacja: najlepszy płyta z muzyką filmową − Chris Greenham
  - nominacja: najlepszy aktor drugoplanowy − Anthony Hopkins
- David di Donatello
  - najlepszy film zagraniczny − Martin Poll